# Nancy's Husband
Nancy's Husband è un cortometraggio muto del 1914 diretto da Harry A. Pollard. Il regista interpreta anche la parte principale del film, prodotto dalla American Film Manufacturing Company, con accanto Margarita Fischer, Gladys Kingsbury, Fred Gamble.

## Trama
Dopo la morte di suo zio, Percival Winthrop si trova erede di una bella tenuta. Peccato, però, che lo zio, che non vedeva di buon occhio l'annuncio delle sue nozze con una vedova, abbia inserito nel testamento una clausola che gli farebbe perdere l'eredità nel caso la sposasse. Per essere certo che non ci sarà nessun imbroglio, lo zio richiede invece che lui sposi un'altra entro un mese. L'avvocato trova comunque una scappatoia, suggerendogli di sposarsi e di divorziare poi immediatamente. Anche la vedova accetta quella soluzione. L'avvocato trova una sposa di convenienza in Nancy, la figlia di un suo vecchio amico. La ragazza, per non dispiacere alla vedova, accetta di presentarsi in abiti dimessi, quasi fosse una donna delle pulizie.

Dopo la cerimonia, i due novelli sposi si separano immediatamente e ognuno va per la sua strada.

Percival incontra in seguito sua moglie in condizioni e circostanze più piacevoli tanto che si innamora di lei, scartando adesso il pensiero della separazione. Il problema si pone per quello che riguarda la vedova, che Percival ha scoperto di non amare. Aiutato dall'avvocato, se ne disfa e, felice, si unisce finalmente a sua moglie.

## Produzione
Il film fu prodotto dalla Beauty (American Film Manufacturing Company).

## Distribuzione
Distribuito dalla Mutual, il film - un cortometraggio in una bobina - uscì nelle sale statunitensi il 9 giugno 1914.